# Соликамская улица (Екатеринбург)
Солика́мская улица — улица в жилом районе «Старая Сортировка» Железнодорожного административного района Екатеринбурга. Своё название получила в честь города Соликамск в Пермском крае.

## Расположение и благоустройство
Соликамская улица проходит с юго-востока на северо-запад двумя параллельными линиями. Начинается от перекрёстка улиц Техническая—Ватутина и заканчивается в частном секторе у парка «Семь Ключей». Пересекается с Маневровой улицей. С юго-запада к Соликамской примыкает улица Паровозников, с северо-востока — Расточная.

## Транспорт

### Наземный общественный транспорт
По улице не проходят маршруты общественного транспорта. По параллельной Технической улице можно совершить посадку на маршруты трамваев № 7, 10, 13, 24, автобусов № 13, 13А, а также маршрутного такси № 06, 08, 014, 024, 035, 082, 083.

### Ближайшие станции метро
Действующих станций Екатеринбургского метрополитена на данной улице нет, линий метро к улице проводить не запланировано.

## Примечательные здания и сооружения
- № 4 — Дом культуры «Сортировочный»
- № 6 — Станция переливания крови Федерального медико-биологического агентства в г. Екатеринбурге